# Frédéric Loua
Pour les articles homonymes, voir Loua.
Frédéric Loua est un homme politique guinéen.
Il était le ministre de la pêche, de l'aquaculture et de l'économie maritime.

## Ministre
Il était nommée ministre de la pêche, de l'aquaculture et de l'économie maritime dans le gouvernement de Mamady Youla, ceux de Ibrahima Kassory Fofana en 2018 avec le gouvernement Kassory I puis reconduit dans le second gouvernement de kassory début 2021 jusqu'à la dissolution de cette dernière par le coup d'état du 5 septembre 2021 par le CNRD.

## Prix et reconnaissance
- Les 100 acteurs publics les plus dynamiques de la République de Guinée par ONG COPE-Guinée[3]